# レアンドロ・マルコス・ペルチェナ・ペレイラ
レアンドロ・マルコス・ペルチェナ・ペレイラ（Leandro Marcos Peruchena Pereira、1991年7月13日 - ）は、ブラジル・サンパウロ州出身のプロサッカー選手。ボタフォゴ-SP所属。ポジションはフォワード。

## 経歴

### ブラジル・ベルギー時代
アソシアソン・フェロヴィアリア・ジ・エスポルテスでプロキャリアをスタート。翌年、モジ・ミリンECに移籍。2012年12月にカピヴァリアーノFCに移籍したが、翌年の5月にクラブを去り、ADRCイカザに加入した。
2014年1月、アソシアソン・ポルトゥゲーザ・ジ・デスポルトスと短期契約を結んだ。 4月1日、アソシアソン・シャペコエンセ・ジ・フチボウに移籍。
SCコリンチャンスへの1年間の期限付き移籍で合意していたが、最終的に2014年12月19日、SEパルメイラスと5年契約を結んだ。
2015年8月、ベルギーのクラブ・ブルッヘに移籍。契約は3年＋1年で移籍金として1420万レアルが支払われた。クラブは2015-16シーズンのジュピラー・プロ・リーグで優勝を果たしたが、自身は12試合無得点に終わった。
2016年6月29日、2017年6月30日までの契約で古巣パルメイラスに期限付き移籍した。

### 松本山雅FC
2019年1月15日、Jリーグ・松本山雅FCに完全移籍で加入することが発表された。約半年で、12試合に出場し2得点の成績を残した。

### サンフレッチェ広島
2019年8月4日、サンフレッチェ広島F.Cに期限付き移籍。背番号は39。2020年も引き続き広島に在籍し、開幕戦となった2月23日の鹿島アントラーズ戦から新型コロナウイルスの影響での中断を挟み3試合連続ゴール(合計4ゴール)を決めた。最終的にチームトップ・リーグ3位の15ゴールを挙げたが、契約延長交渉がまとまらず、シーズン終了後に期限付き移籍期間満了で退団した。

### ガンバ大阪
2021年、ガンバ大阪に完全移籍。2年間で47試合に出場し9得点の成績を残した。
2022年11月11日、契約満了が発表された。

### ペルセポリス
2023年1月27日、ペルシアン・ガルフ・プロリーグのペルセポリスFCに加入することが発表された。

### 栃木SC
2023年8月4日、栃木SCへの完全移籍が発表された。同年11月8日に2023年シーズンをもって栃木を退団することが発表された。リーグ戦3試合に出場し、1得点挙げている。

### ブラジル復帰
2024年より、ボタフォゴ-SPに加入。

## 所属クラブ
- 2011年 - 2012年 アソシアソン・フェロヴィアリア・ジ・エスポルテス
  - 2012年 モジミリンEC（期限付き移籍）
- 2013年 - 2014年 シアノルテFC
  - 2013年 カピヴァリアーノFC（期限付き移籍）
  - 2013年 ADRCイカザ（期限付き移籍）
  - 2014年 アソシアソン・ポルトゥゲーザ・ジ・デスポルトス（期限付き移籍）
  - 2014年 アソシアソン・シャペコエンセ・ジ・フチボウ（期限付き移籍）
- 2015年 SEパルメイラス
- 2015年 - 2018年 クラブ・ブルッヘ
  - 2016年 SEパルメイラス（期限付き移籍）
  - 2017年 - 2018年 スポルチ・レシフェ（期限付き移籍）
  - 2018年 アソシアソン・シャペコエンセ・ジ・フチボウ（期限付き移籍）
- 2019年 - 2020年 松本山雅FC
  - 2019年8月 - 2020年 サンフレッチェ広島F.C（期限付き移籍）
- 2021年 - 2022年 ガンバ大阪
- 2023年 - 同年7月 ペルセポリスFC
- 2023年8月 - 同年11月  栃木SC
- 2024年 - ボタフォゴ-SP

## 日本での個人成績
| 国内大会個人成績 | 国内大会個人成績 | 国内大会個人成績 | 国内大会個人成績 | 国内大会個人成績 | 国内大会個人成績 | 国内大会個人成績 | 国内大会個人成績 | 国内大会個人成績 | 国内大会個人成績 | 国内大会個人成績 | 国内大会個人成績 |
| 年度             | クラブ           | 背番号           | リーグ           | リーグ戦         | リーグ戦         | リーグ杯         | リーグ杯         | オープン杯       | オープン杯       | 期間通算         | 期間通算         |
| 年度             | クラブ           | 背番号           | リーグ           | 出場             | 得点             | 出場             | 得点             | 出場             | 得点             | 出場             | 得点             |
| 日本             | 日本             | 日本             | 日本             | リーグ戦         | リーグ戦         | リーグ杯         | リーグ杯         | 天皇杯           | 天皇杯           | 期間通算         | 期間通算         |
| ---------------- | ---------------- | ---------------- | ---------------- | ---------------- | ---------------- | ---------------- | ---------------- | ---------------- | ---------------- | ---------------- | ---------------- |
| 2019             | 松本             | 10               | J1               | 12               | 2                | 2                | 0                | 0                | 0                | 14               | 2                |
| 2019             | 広島             | 39               | J1               | 9                | 4                | 1                | 2                | 1                | 0                | 11               | 6                |
| 2020             | 広島             | 39               | J1               | 26               | 15               | 1                | 1                | -                | -                | 27               | 16               |
| 2021             | G大阪            | 9                | J1               | 24               | 5                | 2                | 0                | 1                | 0                | 27               | 5                |
| 2022             | G大阪            | 9                | J1               | 23               | 4                | 4                | 0                | 1                | 0                | 28               | 4                |
| 2023             | 栃木             | 39               | J2               | 3                | 1                | -                | -                | -                | -                | 3                | 1                |
| 通算             | 日本             | 日本             | J1               | 94               | 30               | 10               | 3                | 3                | 0                | 107              | 33               |
| 通算             | 日本             | 日本             | J2               | 3                | 1                | -                | -                | -                | -                | 3                | 1                |
| 総通算           | 総通算           | 総通算           | 総通算           | 97               | 31               | 10               | 3                | 3                | 0                | 110              | 34               |

その他の公式戦
- 2021年
  - FUJI XEROX SUPER CUP 1試合0得点
  - AFCチャンピオンズリーグ 6試合2得点

出場歴
- Jリーグ初出場 - 2019年3月31日 J1第5節 vs川崎フロンターレ（サンプロ アルウィン）
- Jリーグ初得点 - 2019年4月14日 J1第7節 vs湘南ベルマーレ（Shonan BMWスタジアム平塚）

## タイトル

### クラブ
モジミリンEC
- カンピオナート・パウリスタ・ド・インテリア：1回（2012年）

SEパルメイラス
- コパ・ド・ブラジル：1回（2015年）

クラブ・ブルッヘ
- ベルギー・ファースト・ディビジョンA：1回（2015–16）

スポルチ・レシフェ
- カンピオナート・ペルナンブカーノ：1回（2017年）

ペルセポリスFC
- イラン・プロリーグ：1回（2022-23）
- ハズフィー・カップ：1回（2022-23）
- イラン・スーパーカップ：1回（2023年）